# El (mitologia)

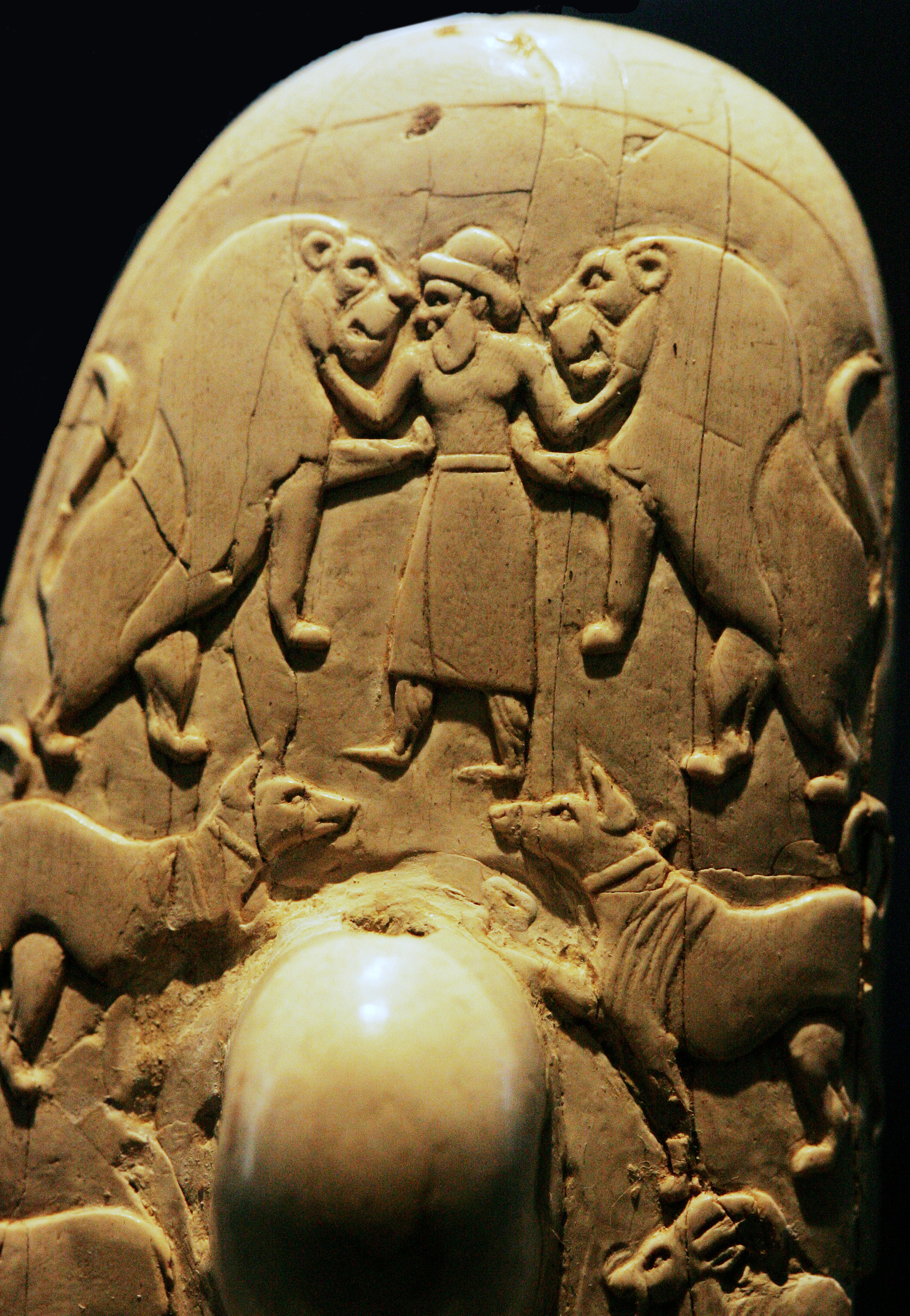
El com dois leões aludindo ao planeta Vênus na alça da faca de Gebel Alaraque

El (em hebraico: אל; romaniz.: Ēl) é o deus criador cananita, também cultuado pelas tribos hebraicas que se assentaram no norte da Palestina. Seu nome por vezes é utilizado como sinônimo de Yahweh, Jeová ou Javé.
No Levante como um todo, El ou Il era o deus supremo,o pai da humanidade e de todas as criaturas e o marido da Deusa Aserá como atestado no Ugarite. Governava a todos do monte Saphon e foi sob sua égide que Baal/Adade casou com Anate e derrotou o deus do mar Iam e o deus da morte Mote, tornando-se o rei dos deuses. El tinha gerado muitos deuses, mas os mais importantes foram Adade, Iam e Mote, cada um dos quais possui atributos semelhantes aos deuses gregos Zeus, Posidão ou Ofíon e Hades ou Tânato respectivamente.